# Volusiano de Tours
San Volusiano de Tours (Francia), fue obispo de esta ciudad durante los primeros siglos de la era cristiana. Murió en 498 y su fiesta se celebra en la Iglesia católica el 18 de enero. Según la tradición, fue esposo de una mujer difícil a la cual dedicó toda su paciencia.[cita requerida]
La dinastía merovingia que reinaba en el norte de las Galias se alió con este personaje y cuando los francos sitiaron la ciudad de Tours el obispo les abrió las puertas y a continuación salió huyendo pero los visigodos supervivientes fueron tras él hasta llegar a los Pirineos donde fue asesinado. El rey franco Clovis o Clodoveo I rescató sus restos enterrándole en un lugar que con el tiempo se convertiría en la ciudad de Foix. Clodoveo le declaró santo.